# Hóquei sobre a grama nos Jogos Olímpicos de Verão de 2008 - Feminino
O torneio feminino de hóquei sobre grama nos Jogos Olímpicos de Verão de 2008 foi disputado entre 10 e 22 de agosto. As partidas foram realizadas no Estádio de Hóquei do Olympic Green. Doze equipes estiveram representadas no torneio feminino.
Na primeira fase, as doze equipes classificadas dividem-se em dois grupos com seis seleções cada. As duas equipes mais bem colocadas de cada grupo avançam as semifinais e as vencedoras disputam a medalha de ouro. Os perdedores das semifinais partem para a disputa da medalha de bronze. As demais equipes eliminadas na primeira fase disputam partidas para definir suas colocações finais no torneio olímpico.
A equipes dos Países Baixos conquistou o segundo título da sua história (campeãs em 1984) ao superarem a anfitriã China na decisão por 2 a 0. A Argentina repetiu o bronze de Atenas 2004 com uma vitória por 3 a 1 sobre as então campeãs alemãs.

## Medalhistas
|  | NED Países Baixos |  | CHN China |  | ARG Argentina |
|  | Maartje Goderie Maartje Paumen Naomi van As Minke Smabers Marilyn Agliotti Minke Booij Wieke Dijkstra Sophie Polkamp Ellen Hoog Lidewij Welten Lisanne de Roever Miek van Geenhuizen Eva de Goede Janneke Schopman Eefke Mulder Fatima Moreira de Melo |  | Ren Ye Zhang Yimeng Gao Lihua Chen Qiuqi Zhao Yudiao Li Hongxia Cheng Hui Tang Chunling Zhou Wanfeng Ma Yibo Fu Baorong Pan Fengzhen Huang Junxia Song Qingling Li Shuang Chen Zhaoxia |  | Paola Vukojicic Belén Succi Magdalena Aicega Mercedes Margalot Mariana Rossi Noel Barrionuevo Gisele Kañevsky Claudia Burkart Luciana Aymar Mariné Russo Mariana González Oliva Soledad García Alejandra Gulla María de la Paz Hernández Carla Rebecchi Rosario Luchetti |

## Primeira fase

### Grupo A
| Equipe        | Pts | J | V | E | D | GP | GC | SG  |
| ------------- | --- | - | - | - | - | -- | -- | --- |
| Países Baixos | 15  | 5 | 5 | 0 | 0 | 14 | 3  | +11 |
| China         | 10  | 5 | 3 | 1 | 1 | 14 | 4  | +10 |
| Austrália     | 10  | 5 | 3 | 1 | 1 | 17 | 9  | +8  |
| Espanha       | 6   | 5 | 2 | 0 | 3 | 4  | 12 | -8  |
| Coreia do Sul | 3   | 5 | 1 | 0 | 4 | 13 | 18 | -5  |
| África do Sul | 0   | 5 | 0 | 0 | 5 | 2  | 18 | -16 |

Todas as partidas seguem o fuso horário de Pequim (UTC+8).
| 10 de Agosto 10:30                          |       |         |                                                                                  |
| China                                       | 3 – 0 | Espanha | Estádio de Hóquei do Olympic Green Árbitros: GER Ute Conen RSA Marelize de Clerk |
| Fu Baorong 17' Li Hongxia 31' Gao Lihua 37' |       |         | Estádio de Hóquei do Olympic Green Árbitros: GER Ute Conen RSA Marelize de Clerk |

| 10 de Agosto 18:00                                |       |                                                       |                                                                                           |
| Austrália                                         | 5 – 4 | Coreia do Sul                                         | Estádio de Hóquei do Olympic Green Árbitros: ARG Soledad Iparruguirre NED Stella Bartlema |
| Liddelow 25' 50' Hudson 47' Young 56' Eastham 65' |       | Kim M. S. 18' Kim D. 27' Gim S. H. 32' Park M. H. 34' | Estádio de Hóquei do Olympic Green Árbitros: ARG Soledad Iparruguirre NED Stella Bartlema |

| 10 de Agosto 20:30                                           |       |               |                                                                                       |
| Países Baixos                                                | 6 – 0 | África do Sul | Estádio de Hóquei do Olympic Green Árbitros: AUS Lisa Roach ARG Carolina de la Fuente |
| Mulder 5' Agliotti 27' Paumen 46' 58' Booij 56' Dijkstra 66' |       |               | Estádio de Hóquei do Olympic Green Árbitros: AUS Lisa Roach ARG Carolina de la Fuente |

| 12 de Agosto 10:30                                             |       |          |                                                                           |
| Austrália                                                      | 6 – 1 | Espanha  | Estádio de Hóquei do Olympic Green Árbitros: JPN Chieko Soma CHN Miao Lin |
| Lambert 27' 60' Hudson 47' Eastham 54' Halliday 66' Rivers 70' |       | Muñoz 6' | Estádio de Hóquei do Olympic Green Árbitros: JPN Chieko Soma CHN Miao Lin |

| 12 de Agosto 18:30                              |       |               |                                                                                   |
| China                                           | 3 – 0 | África do Sul | Estádio de Hóquei do Olympic Green Árbitros: ITA Gina Spitaleri AUS Minka Woolley |
| Tang Chunling 6' Fu Baorong 33' Zhao Yudiao 40' |       |               | Estádio de Hóquei do Olympic Green Árbitros: ITA Gina Spitaleri AUS Minka Woolley |

| 12 de Agosto 20:30        |       |                  |                                                                                  |
| Países Baixos             | 3 – 2 | Coreia do Sul    | Estádio de Hóquei do Olympic Green Árbitros: AUS Julie Ashton-Lucy GER Ute Conen |
| Paumen 3' 55' Schopman 7' |       | Lee S. O. 4' 39' | Estádio de Hóquei do Olympic Green Árbitros: AUS Julie Ashton-Lucy GER Ute Conen |

| 14 de Agosto 8:30 |       |               |                                                                                       |
| China             | 0 – 1 | Países Baixos | Estádio de Hóquei do Olympic Green Árbitros: JPN Chieko Soma ARG Soledad Iparruguirre |
|                   |       | Paumen 21'    | Estádio de Hóquei do Olympic Green Árbitros: JPN Chieko Soma ARG Soledad Iparruguirre |

| 14 de Agosto 18:00   |       |               |                                                                               |
| Espanha              | 2 – 1 | Coreia do Sul | Estádio de Hóquei do Olympic Green Árbitros: GBR Anne McRae NZL Sarah Garnett |
| Camón 8' Sanchez 22' |       | Kim J. E. 37' | Estádio de Hóquei do Olympic Green Árbitros: GBR Anne McRae NZL Sarah Garnett |

| 14 de Agosto 20:30 |       |                                    |                                                                                |
| África do Sul      | 0 – 3 | Austrália                          | Estádio de Hóquei do Olympic Green Árbitros: IRL Carol Metchette GER Ute Conen |
|                    |       | Hudson 10' Lambert 44' Eastham 62' | Estádio de Hóquei do Olympic Green Árbitros: IRL Carol Metchette GER Ute Conen |

| 16 de Agosto 10:30 |       |                |                                                                                      |
| Austrália          | 1 – 2 | Países Baixos  | Estádio de Hóquei do Olympic Green Árbitros: NZL Sarah Garnett RSA Marelize de Klerk |
| Young 17'          |       | Paumen 20' 46' | Estádio de Hóquei do Olympic Green Árbitros: NZL Sarah Garnett RSA Marelize de Klerk |

| 16 de Agosto 18:30 |       |                                                  |                                                                                              |
| Coreia do Sul      | 1 – 6 | China                                            | Estádio de Hóquei do Olympic Green Árbitros: AUS Julie Ashton-Lucy ARG Carolina de la Fuente |
| Lee S. O. 53'      |       | Tang Chunling 30' 33' 41' Fu Baorong 39' 40' 64' | Estádio de Hóquei do Olympic Green Árbitros: AUS Julie Ashton-Lucy ARG Carolina de la Fuente |

| 16 de Agosto 21:00 |       |               |                                                                                 |
| Espanha            | 1 – 0 | África do Sul | Estádio de Hóquei do Olympic Green Árbitros: KOR Lee Keum-Ju ITA Gina Spitaleri |
| Romagosa 31'       |       |               | Estádio de Hóquei do Olympic Green Árbitros: KOR Lee Keum-Ju ITA Gina Spitaleri |

| 18 de Agosto 10:30                                          |       |                     |                                                                                      |
| Coreia do Sul                                               | 5 – 2 | África do Sul       | Estádio de Hóquei do Olympic Green Árbitros: NED Stella Bartlema IRL Carol Metchette |
| Gim S. H. 6' Lee S. O. 23' 29' Park M. H. 32' Kim E. S. 58' |       | Hector 51' Ryan 66' | Estádio de Hóquei do Olympic Green Árbitros: NED Stella Bartlema IRL Carol Metchette |

| 18 de Agosto 18:30  |       |         |                                                                                         |
| Países Baixos       | 2 – 0 | Espanha | Estádio de Hóquei do Olympic Green Árbitros: ARG Soledad Iparraguirre AUS Minka Woolley |
| Paumen 22' Hoog 69' |       |         | Estádio de Hóquei do Olympic Green Árbitros: ARG Soledad Iparraguirre AUS Minka Woolley |

| 18 de Agosto 21:00 |       |                       |                                                                                        |
| China              | 2 – 2 | Austrália             | Estádio de Hóquei do Olympic Green Árbitros: JPN Chieko Soma ARG Carolina de la Fuente |
| Li Hongxia 30' 38' |       | Eastham 51' Young 62' | Estádio de Hóquei do Olympic Green Árbitros: JPN Chieko Soma ARG Carolina de la Fuente |

### Grupo B
| Equipe         | Pts | J | V | E | D | GP | GC | SG |
| -------------- | --- | - | - | - | - | -- | -- | -- |
| Alemanha       | 12  | 5 | 4 | 0 | 1 | 12 | 8  | +4 |
| Argentina      | 11  | 5 | 3 | 2 | 0 | 13 | 7  | +6 |
| Grã-Bretanha   | 8   | 5 | 2 | 2 | 1 | 7  | 9  | -2 |
| Estados Unidos | 6   | 5 | 1 | 3 | 1 | 9  | 8  | +1 |
| Japão          | 4   | 5 | 1 | 1 | 3 | 5  | 7  | -2 |
| Nova Zelândia  | 0   | 5 | 0 | 0 | 5 | 6  | 13 | -7 |

| 10 de Agosto 8:30       |       |               |                                                                                |
| Japão                   | 2 – 1 | Nova Zelândia | Estádio de Hóquei do Olympic Green Árbitros: KOR Lee Keum-Ju AUS Minka Woolley |
| Morimoto 12' Tsukui 17' |       | Claxton 25'   | Estádio de Hóquei do Olympic Green Árbitros: KOR Lee Keum-Ju AUS Minka Woolley |

| 10 de Agosto 18:30 |       |                   |                                                                                        |
| Argentina          | 2 – 2 | Estados Unidos    | Estádio de Hóquei do Olympic Green Árbitros: AUS Julie Ashton-Lucy IRL Carol Metchette |
| Rebecchi 5' 11'    |       | Smith 18' Loy 64' | Estádio de Hóquei do Olympic Green Árbitros: AUS Julie Ashton-Lucy IRL Carol Metchette |

| 10 de Agosto 21:00                          |       |              |                                                                             |
| Alemanha                                    | 5 – 1 | Grã-Bretanha | Estádio de Hóquei do Olympic Green Árbitros: NZL Sarah Garnett CHN Miao Lin |
| Rinne 26' 52' Hoffmann 31' 49' Rodewald 60' |       | Cullen 29'   | Estádio de Hóquei do Olympic Green Árbitros: NZL Sarah Garnett CHN Miao Lin |

| 12 de Agosto 8:30    |       |                        |                                                                                        |
| Argentina            | 2 – 2 | Grã-Bretanha           | Estádio de Hóquei do Olympic Green Árbitros: RSA Marelize de Klerk NED Stella Bartlema |
| García 10' Gulla 27' |       | Thomas 49' Clewlow 51' | Estádio de Hóquei do Olympic Green Árbitros: RSA Marelize de Klerk NED Stella Bartlema |

| 12 de Agosto 18:00 |       |           |                                                                               |
| Estados Unidos     | 1 – 1 | Japão     | Estádio de Hóquei do Olympic Green Árbitros: NZL Sarah Garnett AUS Lisa Roach |
| Barber 58'         |       | Chiba 12' | Estádio de Hóquei do Olympic Green Árbitros: NZL Sarah Garnett AUS Lisa Roach |

| 12 de Agosto 21:00  |       |               |                                                                                      |
| Alemanha            | 2 – 1 | Nova Zelândia | Estádio de Hóquei do Olympic Green Árbitros: GBR Anne McRae ARG Soledad Iparruguirre |
| Scholz 59' Kühn 69' |       | Forgesson 31' | Estádio de Hóquei do Olympic Green Árbitros: GBR Anne McRae ARG Soledad Iparruguirre |

| 14 de Agosto 10:30 |       |                                            |                                                                                    |
| Estados Unidos     | 2 – 4 | Alemanha                                   | Estádio de Hóquei do Olympic Green Árbitros: KOR Lee Keum-Ju RSA Marelize de Klerk |
| Snow 27' Loy 60'   |       | Keller 34' Rinne 49' Rodewald 55' Kühn 64' | Estádio de Hóquei do Olympic Green Árbitros: KOR Lee Keum-Ju RSA Marelize de Klerk |

| 14 de Agosto 18:30 |       |                       |                                                                              |
| Japão              | 1 – 2 | Argentina             | Estádio de Hóquei do Olympic Green Árbitros: CHN Miao Lin ITA Gina Spitaleri |
| Miura 64'          |       | Gulla 38' Burkart 51' | Estádio de Hóquei do Olympic Green Árbitros: CHN Miao Lin ITA Gina Spitaleri |

| 14 de Agosto 21:00 |       |                       |                                                                                              |
| Nova Zelândia      | 1 – 2 | Grã-Bretanha          | Estádio de Hóquei do Olympic Green Árbitros: AUS Julie Ashton-Lucy ARG Carolina de la Fuente |
| Flynn 28'          |       | Danson 31' Cullen 50' | Estádio de Hóquei do Olympic Green Árbitros: AUS Julie Ashton-Lucy ARG Carolina de la Fuente |

| 16 de Agosto 8:30 |       |                                  |                                                                                 |
| Nova Zelândia     | 1 – 4 | Estados Unidos                   | Estádio de Hóquei do Olympic Green Árbitros: NED Stella Bartlema GBR Anne McRae |
| Galletly 37'      |       | Smith 1' 42' Loy 12' Bashore 47' | Estádio de Hóquei do Olympic Green Árbitros: NED Stella Bartlema GBR Anne McRae |

| 16 de Agosto 18:00 |       |                                     |                                                                             |
| Alemanha           | 0 – 4 | Argentina                           | Estádio de Hóquei do Olympic Green Árbitros: AUS Lisa Roach JPN Chieko Soma |
|                    |       | Burkart 38' Gulla 49' 66' Aymar 68' | Estádio de Hóquei do Olympic Green Árbitros: AUS Lisa Roach JPN Chieko Soma |

| 16 de Agosto 20:30    |       |           |                                                                                    |
| Grã-Bretanha          | 2 – 1 | Japão     | Estádio de Hóquei do Olympic Green Árbitros: AUS Minka Woolley IRL Carol Metchette |
| Panter 32' Cullen 70' |       | Miura 58' | Estádio de Hóquei do Olympic Green Árbitros: AUS Minka Woolley IRL Carol Metchette |

| 18 de Agosto 8:30 |       |       |                                                                                 |
| Alemanha          | 1 – 0 | Japão | Estádio de Hóquei do Olympic Green Árbitros: AUS Julie Ashton-Lucy CHN Miao Lin |
| Beerman 40'       |       |       | Estádio de Hóquei do Olympic Green Árbitros: AUS Julie Ashton-Lucy CHN Miao Lin |

| 18 de Agosto 18:00 |       |                |                                                                           |
| Grã-Bretanha       | 0 – 0 | Estados Unidos | Estádio de Hóquei do Olympic Green Árbitros: GER Ute Conen AUS Lisa Roach |
|                    |       |                | Estádio de Hóquei do Olympic Green Árbitros: GER Ute Conen AUS Lisa Roach |

| 18 de Agosto 20:30                    |       |                        |                                                                                       |
| Argentina                             | 3 – 2 | Nova Zelândia          | Estádio de Hóquei do Olympic Green Árbitros: ITA Gina Spitaleri RSA Marelize de Klerk |
| Rebecchi 15' García 43' Hernández 46' |       | Roberts 33' Igasan 61' | Estádio de Hóquei do Olympic Green Árbitros: ITA Gina Spitaleri RSA Marelize de Klerk |

## Classificação 5º-12º lugares

### Disputa pelo 11º lugar
| 22 de Agosto 8:30                               |       |               |                                                                                  |
| África do Sul                                   | 4 – 1 | Nova Zelândia | Estádio de Hóquei do Olympic Green Árbitros: KOR Lee Keum-Ju IRL Carol Metchette |
| Marescia 14' Wilson 34' Vida Ryan 51' Brown 59' |       | Flynn 17'     | Estádio de Hóquei do Olympic Green Árbitros: KOR Lee Keum-Ju IRL Carol Metchette |

### Disputa pelo 9º lugar
| 20 de Agosto 8:30  |       |              |                                                                                |
| Coreia do Sul      | 2 – 1 | Japão        | Estádio de Hóquei do Olympic Green Árbitros: ITA Gina Spitaleri AUS Lisa Roach |
| Park J. S. 12' 49' |       | Komazawa 43' | Estádio de Hóquei do Olympic Green Árbitros: ITA Gina Spitaleri AUS Lisa Roach |

### Disputa pelo 7º lugar
| 20 de Agosto 11:00                     |             |                      |                                                                              |
| Espanha                                | 3 – 2 (pro) | Estados Unidos       | Estádio de Hóquei do Olympic Green Árbitros: AUS Minka Woolley GER Ute Conen |
| Termens 8' Huertas 68' Ybarra 84' (GG) |             | Sensenig 30' Loy 59' | Estádio de Hóquei do Olympic Green Árbitros: AUS Minka Woolley GER Ute Conen |

### Disputa pelo 5º lugar
| 22 de Agosto 11:00  |       |              |                                                                             |
| Austrália           | 2 – 0 | Grã-Bretanha | Estádio de Hóquei do Olympic Green Árbitros: NZL Sarah Garnett CHN Miao Lin |
| Blyth 29' Munro 68' |       |              | Estádio de Hóquei do Olympic Green Árbitros: NZL Sarah Garnett CHN Miao Lin |

## Fase final
|  | Semifinais                    | Semifinais                    |   |                               | Disputa pelo ouro             | Disputa pelo ouro |  |
|  |                               |                               |   |                               |                               |                   |  |
|  | 20 de Agosto de 2008 - Pequim |                               |   |                               |                               |                   |  |
|  | Países Baixos                 | 5                             |   |                               |                               |                   |  |
|  | Argentina                     | 2                             |   |                               |                               |                   |  |
|  |                               |                               |   |                               |                               |                   |  |
|  |                               |                               |   |                               | 22 de Agosto de 2008 - Pequim |                   |  |
|  |                               |                               |   |                               | Países Baixos                 | 2                 |  |
|  |                               | China                         | 0 |                               |                               |                   |  |
|  |                               |                               |   |                               |                               |                   |  |
|  |                               |                               |   |                               |                               |                   |  |
|  |                               |                               |   |                               | Disputa pelo bronze           |                   |  |
|  | 20 de Agosto de 2008 - Pequim | 20 de Agosto de 2008 - Pequim |   | 22 de Agosto de 2008 - Pequim | 22 de Agosto de 2008 - Pequim |                   |  |
|  | Alemanha                      | 2                             |   | Argentina                     | 3                             |                   |  |
|  | China                         | 3                             |   |                               | Alemanha                      | 1                 |  |

### Semifinais
| 20 de Agosto 18:00     |       |                                           |                                                                                              |
| Alemanha               | 2 – 3 | China                                     | Estádio de Hóquei do Olympic Green Árbitros: ARG Carolina de la Fuente AUS Julie Ashton-Lucy |
| Keller 4' Beermann 36' |       | Gao Lihua 31' Ma Yibo 39' Zhao Yudiao 58' | Estádio de Hóquei do Olympic Green Árbitros: ARG Carolina de la Fuente AUS Julie Ashton-Lucy |

| 20 de Agosto 20:30                      |       |                     |                                                                                      |
| Países Baixos                           | 5 – 2 | Argentina           | Estádio de Hóquei do Olympic Green Árbitros: RSA Marelize de Klerk NZL Sarah Garnett |
| Paumen 9' 25' 47' Agliotti 31' Hoog 68' |       | Russo 59' Gulla 69' | Estádio de Hóquei do Olympic Green Árbitros: RSA Marelize de Klerk NZL Sarah Garnett |

### Disputa pelo bronze
| 22 de Agosto 18:00 |       |                                           |                                                                                          |
| Alemanha           | 1 – 3 | Argentina                                 | Estádio de Hóquei do Olympic Green Árbitros: AUS Julie Ashton-Lucy RSA Marelize de Klerk |
| Kūhn 45'           |       | Luchetti 11' Rebecchi 22' Barrionuevo 63' | Estádio de Hóquei do Olympic Green Árbitros: AUS Julie Ashton-Lucy RSA Marelize de Klerk |

### Final
| 22 de Agosto 20:30 |       |                        |                                                                                                 |
| China              | 0 – 2 | Países Baixos          | Estádio de Hóquei do Olympic Green Árbitros: ARG Soledad Iparraguirre ARG Carolina de la Fuente |
|                    |       | van As 51' Goderie 62' | Estádio de Hóquei do Olympic Green Árbitros: ARG Soledad Iparraguirre ARG Carolina de la Fuente |

## Classificação final
| Pos.    | País               |
| ------- | ------------------ |
| Ouro.   | NED Países Baixos  |
| Prata.  | CHN China          |
| Bronze. | ARG Argentina      |
| 4       | GER Alemanha       |
| 5       | AUS Austrália      |
| 6       | GBR Grã-Bretanha   |
| 7       | ESP Espanha        |
| 8       | USA Estados Unidos |
| 9       | KOR Coreia do Sul  |
| 10      | JPN Japão          |
| 11      | RSA África do Sul  |
| 12      | NZL Nova Zelândia  |